# Озилья
Озилья (итал. Osiglia) — коммуна в Италии, располагается в регионе Лигурия, в провинции Савона.
Население составляет 504 человека (2008 г.), плотность населения составляет 17 чел./км². Занимает площадь 29 км². Почтовый индекс — 17010. Телефонный код — 019.
Покровительницей коммуны почитается Пресвятая Богородица (Santissimo Nome di Maria), празднование 12 сентября.

## Демография
Динамика населения:

## Администрация коммуны
- Официальный сайт: